# Dietista
O Dietista é um profissional que tem uma intervenção interdisciplinar cujo objectivo primordial consiste na aplicação das ciências da nutrição no tratamento de doenças e na promoção da saúde, a nível individual e colectivo. 
Neste âmbito, o dietista aplica os seus conhecimentos e competências profissionais em funções na educação e promoção da saúde, terapêutica, segurança alimentar, administração e gestão dos serviços de alimentação e dietética.

## História
A primeira referência a Dietista em Portugal surge em 1938, num documento dos Hospitais Civis de Lisboa (Decreto nº 28.794, de 10 de Outubro), onde é possível identificar, a categoria profissional de Dietista dos lactentes. Quinze anos mais tarde, em 1953,  nos Hospitais Civis de Lisboa é possível encontrar registos que revelam a existência de "Serviços de Dietética" com dotação de Dietistas.
O primeiro curso de Dietistas surge oficialmente em 1955. No ano 1975 já tinham sido formados cerca de 90 Dietistas, encontrando-se aproximadamente 50 a exercer a profissão. A área clínica foi a privilegiada, sendo os hospitais o local de trabalho com mais Dietistas.
Até 1980, o ensino de Dietética era leccionado em escolas próprias, posteriormente criaram-se as Escolas Técnicas dos Serviços de Saúde de Lisboa, Coimbra e Porto. Esta formação preconizava planos de estudos devidamente estruturados, com seis semestres de duração. Em 1993, este ensino é integrado no Sistema Educativo Nacional, passando as Escolas Técnicas a Escolas Superiores de Tecnologias da Saúde e a formação a conferir o grau de bacharelato. Em 1999, as Escolas passaram a conferir o grau de licenciado e esta formação passou a estar organizada em 4 anos.
O curso de Dietética ou Dietética e Nutrição (ambos conferem o grau de Dietista) é leccionado Nas seguintes instituições: Escola Superior de Tecnologia da Saúde de Lisboa, Escola Superior de Saúde da Universidade do Algarve, Escola Superior de Saúde de Bragança, Escola Superior de Tecnologia da Saúde de Coimbra, Escola Superior de Saúde de Leiria, Instituto Piaget, Escola Superior de Saúde do Vale do Ave.
Em Portugal, o Curso de Dietética ou Dietética e Nutrição, está homologado pelo Processo de Bolonha, estando conferidos um total de 240 ECTS ao curso.
Actualmente, foi criada a Ordem dos Nutricionistas, ao abrigo da Lei nº51/2010 de 14 de Dezembro que abrange os "profissionais licenciados na área de Ciências da Nutrição e ou Dietética que, em conformidade com o respectivo Estatuto e as disposições legais aplicáveis, exercem a profissão de nutricionista ou de dietista”. “É missão da Ordem, regular e supervisionar o acesso à profissão de nutricionista e de dietista e o seu exercício, elaborando as normas técnicas e deontológicas respectivas, velando pelo cumprimento das normas legais e regulamentares da profissão e exercendo o poder disciplinar sobre os seus membros, no quadro de um regime disciplinar autónomo."